# Beatriz Marinello
Beatriz Mansilla Marinello (Chile, 14 de mayo de 1964) es una ajedrecista. También es una destacada profesora de esa disciplina en Estados Unidos. Tiene el título Maestro Internacional (WIM) la FIDE. Fue presidenta de la Federación de Ajedrez de los Estados Unidos (United States Chess Federation) desde 2003 hasta 2005, y un miembro del Consejo Ejecutivo a partir de 2003 hasta 2007.

## Vida
Su nombre hispano es Beatriz Mansilla Marinello. Estuvo casada con el Maestro estadounidense de ajedrez John MacArthur  en 1992. Por consiguiente, sus juegos son catalogados en las bases de datos de ajedrez de tres formas distintas: Beatriz Mansilla (nombre chileno), Beatriz Marinello (nombre italiano de soltera) y Beatrice MacArthur (nombre anglosajón de casada). (ver Apellido)
Comenzó a jugar al ajedrez a la edad de 13 años. Marinello llegó a ser campeona nacional de Ajedrez femenino de Chile cuando tenía 16 años. En 1980, le concedieron el título de Mujer Maestro Internacional. Organizó su primer campeonato nacional en Chile a la edad de 20 años, y más tarde organizó otras competiciones internacionales.
Llegó a los Estados Unidos en 1990 y trabajó como profesora de ajedrez en Miami. Representó a EE. UU. en dos Interzonales: en 1991, en el Interzonal en la antigua Yugoslavia y en 1993 en el Interzonal en Indonesia. También representó a los Estados Unidos en 1994 en las Olimpíadas de ajedrez organizadas en Moscú.
Marinello comenzó a hacerse conocida en el ajedrez escolar desde 1991 como una ayudante del entrenador de la escuela de Dalton en Nueva York y contribuyó decisivamente al comienzo de varios otros programas escolares de ajedrez. Fue designada directora de la Federación Estadounidense de Ajedrez (United States Chess Federation) en su rama escolar en enero de 1997.
En septiembre de 2003, le diagnosticaron Nefropatía por IgA, una enfermedad renal. El 17 de julio de 2007, sufrió una operación de trasplante de riñón en el Hospital Monte Sinaí en Nueva York. La operación fue un éxito volviendo a casa unos días más tarde.
A causa de su enfermedad de riñón, ella decidió no competir por la reelección. Su cargo en la Federación Estadounidense de Ajedrez  expiró en agosto del 2007. Sin embargo, fue elegida para formar parte del Consejo Escolar de Ajedrez, un cuerpo consultivo que trata con el ajedrez en colegios.
Desde la salida del Consejo Ejecutivo en agosto, ella ha sido muy activa, siendo el administradora de sitio web del organismo  y ha comenzado de nuevo su Programa Público de Ajedrez en Educación que instruye en Harlem Nueva York.

## Controversias
En 1999, fue designada a la posición de Coordinador Escolar de la Federación de los Estados Unidos de ajedrez (USCF). En mayo de 2000 dimitió como consecuencia de una discusión con el organizador de ajedrez escolar Richard Peterson que implicó acusaciones mutuas de falsificación.[cita requerida]
En agosto de 2003, Marinello fue elegida Presidente mujer de la Federación de Ajedrez de los Estados Unidos. La situación financiera del USCF exigía las acciones inmediatas y decisivas aunque eran entonces impopulares, pero posiblemente salvaron el USCF del desastre financiero. 
En la Elección de Consejo Ejecutiva en julio de 2005 apoyó una lista de cuatro candidatos. Todos fueron derrotados.
En una elección de Consejo interna de agosto de 2005, Beatriz Marinello fue sustituida como Presidente de la USCF el por Bill Goichberg.